# Спіритизм
Спіритизм — містико-ідеалістична течія, послідовники якої вірять в існування потойбічного світу душ померлих, що після своєї смерті не поривають зв'язку з землею і можуть вступати в зносини з особливими особами - медіумами, даючи відповіді на їхні запитання.

## Історія
Спіритизм виник у середині 19 століття в США і незабаром отримав розповсюдження як у самих штатах, так і в Західній Європі. Сходить до давніх анімістічних вірувань, різноманітних уявленнями про існування надприродного світу і нематеріальних істот (духів, демонів, янголів тощо) і можливості при відомих умовах спілкування з ними (у тому числі і з душами померлих людей).
Віра у можливість переселення душ притамання брахманізму, буддизму та індуїзму, релігії стародавніх єгиптян, у орфіків і піфагорійців у Стародавній Греції. Зв'язок зі світом духів вважався привілеєм небагатьох — магів, жерців або ворожбитів. Наприклад, у Греції це були піфії, у Стародавньому Римі — сивіли. Способи зв'язку з душами померлих становили предмет найглибшої таємниці.
На відміну від цього, спіритизм відразу ж набув характеру масової містичного течії, адепти якої прагнули експериментально довести існування душ після смерті. У практиці спіритичних сеансів феноменам спілкування з душами померлих вважалися явища, так званих, «фізичного медіумізму»: рухи і удари різних предметів домашнього вжитку, звуки музичних інструментів, поява світла, різні голоси або навіть матеріалізація, тобто раптове виникнення окремих частин тіла (рук, обличчя) і настільки ж раптове їх зникнення.
До кінця ХІХ століття у Великій Британії було кілька мільйонів спіритів, у США — понад 10 млн, організовувались товариства та асоціації спіритологів, видавалися газети і журнали (у Росії найвідомішим був журнал «Ребус», 1881-1917). «Теоретиками» спіртизму були американець А. Дж. Дейвіс і француз А. Кардек.
Спіритизм як такий викликав різку критику з боку вчених-матеріалістів. У 1871 році, за пропозицією Д. І. Менделєєва, при Петербурзькому університеті була створена комісія для вивчення спіритичних явищ, яка визнала спіритизм забобонністю.